# Текох (муниципалитет)
Текох (исп. Tecoh) — муниципалитет в Мексике, штат Юкатан, с административным центром в одноимённом городе. Численность населения, по данным переписи 2010 года, составила 16 200 человек.

## Общие сведения
Название Tecoh c майяйского языка можно перевести как: место оцелотов, пум.
Площадь муниципалитета равна 368 км², что составляет 0,92 % от площади штата, а наивысшая точка — 18 метров над уровнем моря, расположена в поселении Махсусиль.
Он граничит с другими муниципалитетами Юкатана: на севере с Акансехом, на востоке с Кусамой и Хомуном, на юго-востоке с Текитом, на юге с Мамой и Чапабом, на западе с Абалой, и на северо-западе с Тимукуем.

## Учреждение и состав
Муниципалитет был образован 25 октября 1918 года, в его состав входит 15 населённых пунктов, самые крупные из которых:
| Код INEGI                  | Населённый пункт                                                            | Численность населения (2005 год) | Численность населения (2010 год) |
| -------------------------- | --------------------------------------------------------------------------- | -------------------------------- | -------------------------------- |
| 076                        | Всего                                                                       | 15438                            | 16200                            |
| 0001                       | Текох (исп. Tecoh) 20°44′31″ с. ш. 89°28′28″ з. д. (административный центр) | 8661                             | 9134                             |
| 0013                       | Шканчакан (исп. X-Kanchakán) 20°37′26″ с. ш. 89°30′05″ з. д.                | 1563                             | 1593                             |
| 0012                       | Тельчакильо (исп. Telchaquillo) 20°38′45″ с. ш. 89°27′51″ з. д.             | 1347                             | 1385                             |
| 0005                       | Лепан (исп. Lepán) 20°42′42″ с. ш. 89°29′52″ з. д.                          | 1177                             | 1240                             |
| 0008                       | Пишья (исп. Pixyá) 20°38′31″ с. ш. 89°24′51″ з. д.                          | 837                              | 930                              |
| 0003                       | Ицинкаб (исп. Itzincab) 20°45′10″ с. ш. 89°33′40″ з. д.                     | 377                              | 413                              |
| —                          | Прочие                                                                      | 1476                             | 1505                             |
| Названия на карте Генштаба |                                                                             |                                  |                                  |

## Экономика
По статистическим данным 2000 года, работоспособное население занято по секторам экономики в следующих пропорциях:
- производство и строительство — 40 %;
- торговля, сферы услуг и туризма — 36,5 %;
- сельское хозяйство и скотоводство — 22,2 %.
- безработные — 1,3 %.

## Инфраструктура
По статистическим данным 2010 года, инфраструктура развита следующим образом:
- протяжённость дорог: 129 км;
- электрификация: 95,8 %;
- водоснабжение: 97,9 %;
- водоотведение: 44,6 %.

## Достопримечательности
В муниципалитете можно посетить посетить:
- храм Пресвятой Девы Канделарской,
- часовню Святого Креста,
- приходскую церковь Успения Богородицы, построенные в колониальный период;
- также археологический памятник цивилизации майя — Майяпан.

## Фотографии

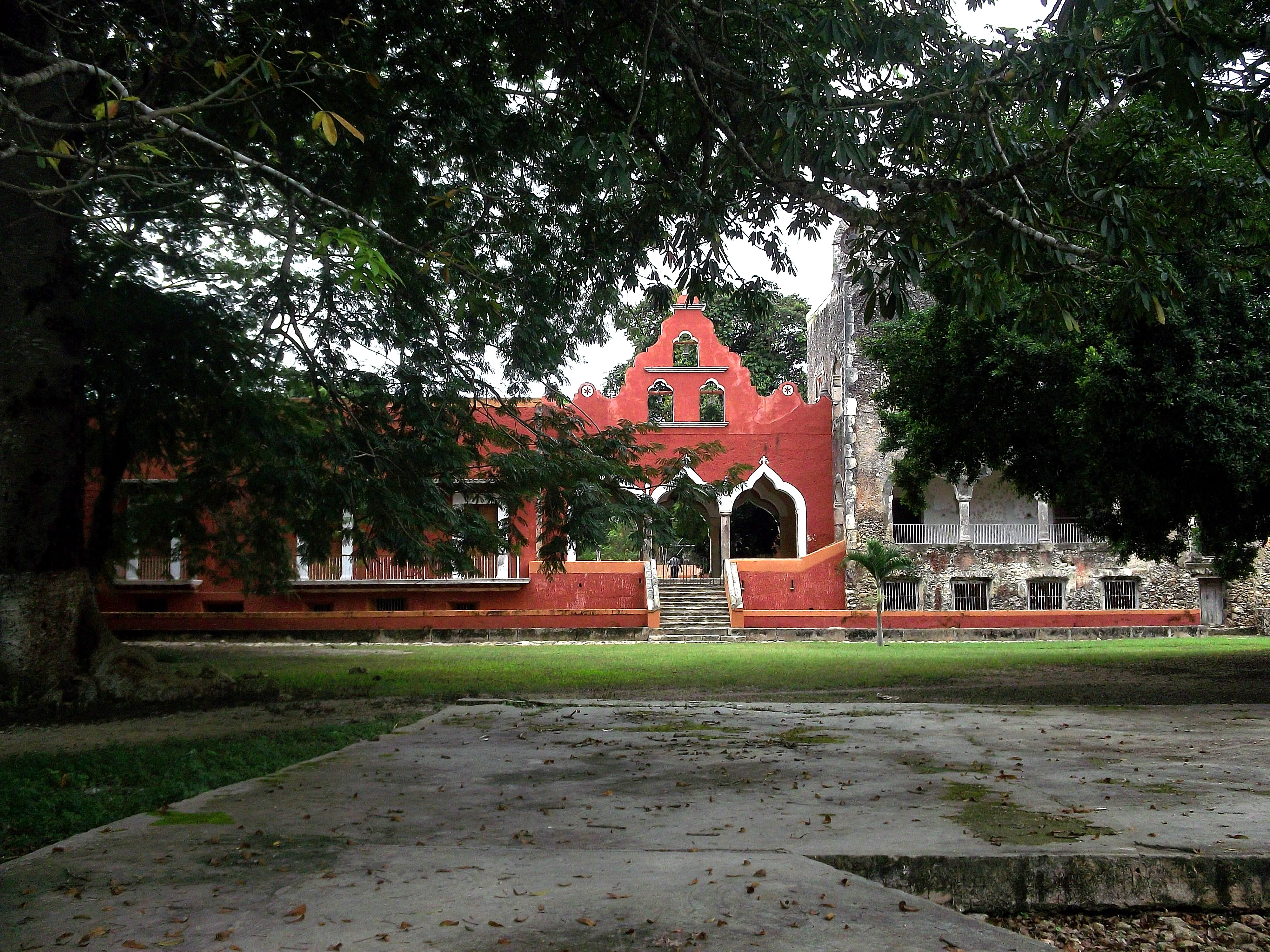
Бывшая асьенда Шканчакан
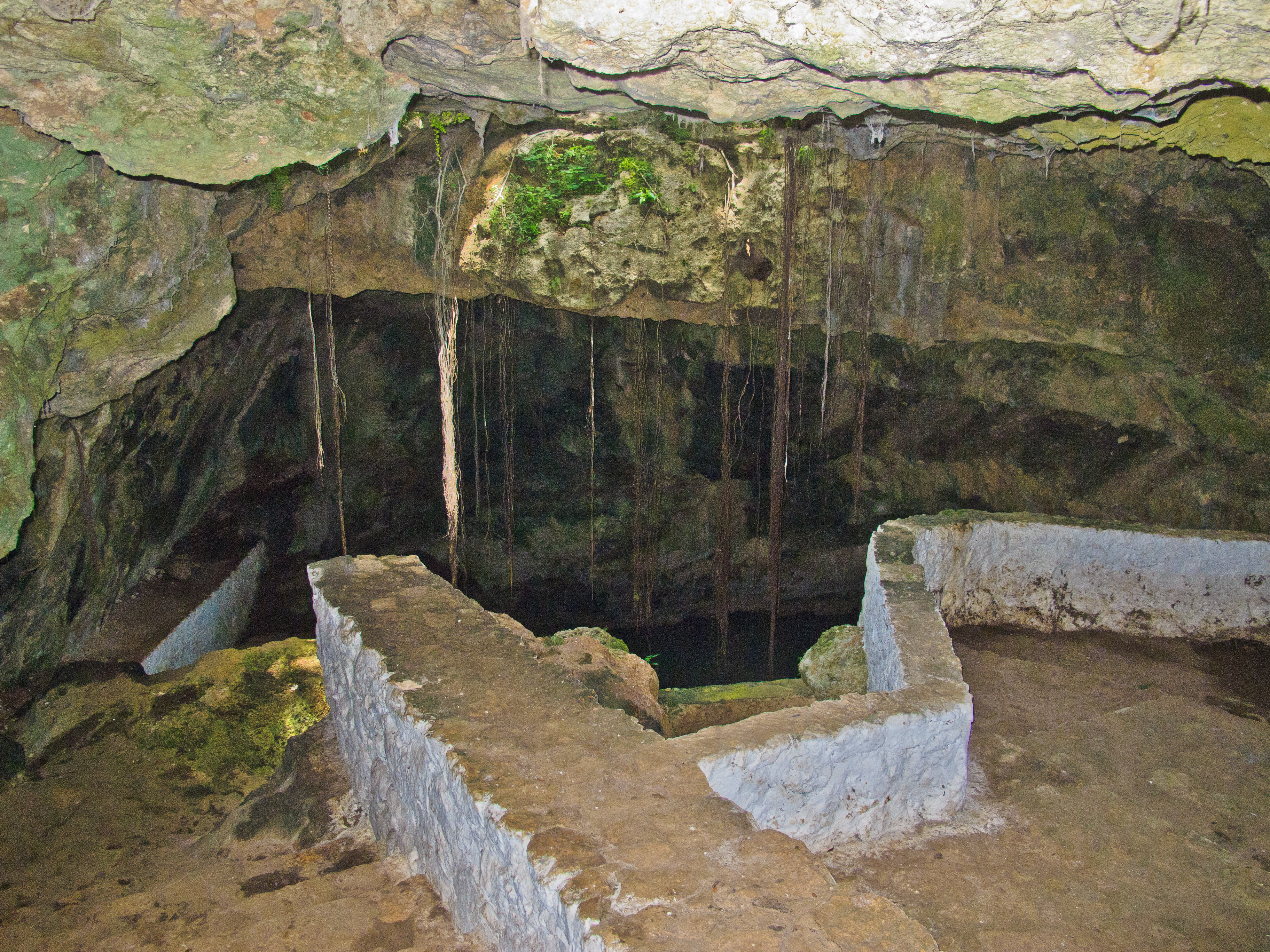
Сенот Тельчакильо
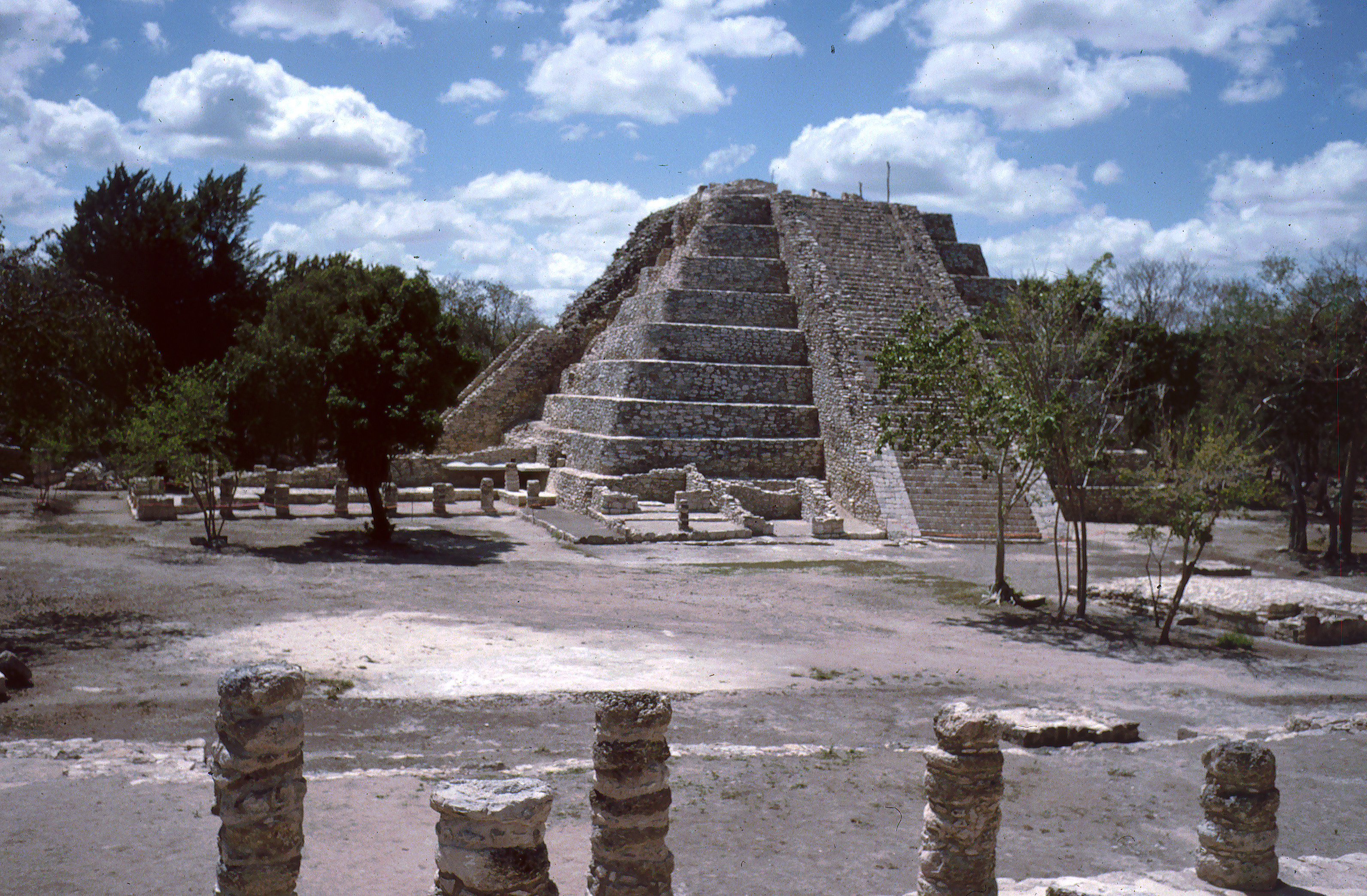
Пирамида «Эль-Кастильо» в Майяпане